# José Manuel Arango Velásquez
José Manuel Arango Velásquez (Abejorral, 19 de octubre de 1874 - París, 31 de agosto de 1928) fue un médico, militar y político colombiano.

## Biografía
Nació en Abejorral, al sur del entonces Estado Soberano de Antioquia, en octubre de 1874, siendo hijo de Emilio Arango Ramírez y de Filomena Velásquez Arango; fueron sus hermanos Roberto y Jaime, este último Gobernador de Antioquia. Realizó su educación básica en el Liceo de la Universidad de Antioquia, misma de la cual se graduó como médico en 1899.
Sirvió como médico militar durante la Guerra de los Mil Días (1899-1902) - donde alcanzó el grado de General del Ejército Nacional- y más adelante ejerció su profesión en las localidades Manizales, Marmato y Supía. En el campo público sirvió como Administrador de Aduanas en Cartagena de Indias y miembro de la Asamblea Nacional Constituyente de 1910. Durante el gobierno de Carlos Eugenio Restrepo se desempeñó como Ministro de Guerra, entre 1911 y 1914; durante su paso por el Ministerio, se crearon los primeros mapas militares integrales del país y se recibió una misión chilena de entrenamiento. También fue Ministro de Gobierno en calidad de encargado durante el gobierno de Carlos Eugenio Restrepo.
Fue accionista y ejecutivo de múltiples compañías en Antioquia, llegando a ser gerente de Compañía General de Seguros y del Banco Sucre. Se casó en 1903 con María Arango Mejía, unión de las cual nacieron cuatro hijos: Emilio (Rector de la Universidad Javeriana), Marco Aurelio (Ministro de múltiples carteras), Luis Ángel (Gerente del Banco de la República) y Francisco Antonio.
Falleció en París, Francia, en agosto de 1928, mientras servía como Cónsul de Colombia.